# Escut de Prullans
L'escut oficial de Prullans té el següent blasonament:
Escut caironat d'or, 2 geminats ondats en pal d'atzur acostats de 3 còdols de gules malordenats a la destra i d'una creu patent de gules a la sinistra. Per timbre, una corona de baró.

## Història
Va ser aprovat el 28 d'octubre de 1998 i publicat al DOGC el 16 de novembre del mateix any amb el número 2766.
Els tres còdols són l'atribut de sant Esteve, patró de la localitat. Els dos geminats ondats fan referència als rius i rieres que transcorren pel municipi. La creu patent de gules sobre camper d'or és el senyal tradicional de l'escut del poble. El castell de Prullans va esdevenir el centre d'una baronia l'any 1309, i això queda reflectit a la corona de dalt de l'escut.